# Солофра
Солофра (итал. Solofra) — город в Италии, располагается в регионе Кампания, в провинции Авеллино.
Население составляет 12 082 человека (на 2004 г.), плотность населения составляет 563 чел./км². Занимает площадь 21 км². Почтовый индекс — 83029. Телефонный код — 0825.
Покровителем населённого пункта считается Архангел Михаил. Праздник ежегодно празднуется 29 сентября.